# Macrocoma sullivantii
Macrocoma sullivantii là một loài Rêu trong họ Orthotrichaceae. Loài này được (Müll. Hal.) Grout mô tả khoa học đầu tiên năm 1944.